# Liste der Monuments historiques in Casseuil
Die Liste der Monuments historiques in Casseuil führt die Monuments historiques in der französischen Gemeinde Casseuil auf.

## Liste der Bauwerke
| Bezeichnung          | Beschreibung                  | Standort | Kennzeichnung | Schutzstatus | Datum | Bild           |
| -------------------- | ----------------------------- | -------- | ------------- | ------------ | ----- | -------------- |
| Domaine de Montalban | Erbaut im 18./19. Jahrhundert | (Lage)   | PA33000137    | Inscrit      | 2010  | weitere Bilder |
| Maison du Castéra    | Erbaut 1550                   | (Lage)   | PA00083873    | Inscrit      | 1990  |                |

## Liste der Objekte
| Bezeichnung            | Beschreibung  | Standort                       | Kennzeichnung | Schutzstatus | Datum | Bild |
| ---------------------- | ------------- | ------------------------------ | ------------- | ------------ | ----- | ---- |
| Fragment eines Frieses | Marmor, antik | in der Kirche St-Pierre (Lage) | PM33000449    | Classé       | 1908  |      |